# Ingrandes (Maine-et-Loire)
Ingrandes korábbi község Franciaország Loire mente régiójában, Maine-et-Loire megyében. 2016. január 1-jén Le Fresne-sur-Loire községgel egyesült és Ingrandes-le-Fresne-sur-Loire új község része lett.
Lakosainak száma 1661 fő (2013). Ingrandes Le Fresne-sur-Loire községgel határos.

## Népesség
A település népességének változása:
| Lakosok száma | 1323 | 1429 | 1517 | 1450 | 1410 | 1418 | 1590 | 1661 |
|               | 1962 | 1968 | 1975 | 1982 | 1990 | 1999 | 2008 | 2013 |